# 万罗山摩崖石刻
万罗山摩崖石刻，是位于中国安徽省池州市贵池区里山街道罗峰村万罗山山麓。

## 历史
清乾隆三十八年(1773年)，池州知府张士范游览万罗山珍珠寺，在途中题写的七古《游万罗山》：

池阳山水号奇绝，翠巘丹岩几搜阅。
万罗之山罗万有，此名此义最昭揭。
岁维癸巳值长夏，时和年丰政初暇。
同人小队出郊垌，何时倌人劳夙驾。
高低禾黍穗离离，循行阡陌无公私。
几处桑麻间鸡犬，引人如览武陵奇。
村庄旷望神已爽，遥指诸峰呈万象。
潜比灵龟出水嬉，起似猛虎负隅状。
其中苍鹰更神肖，侧翅凌空欲飞飓。
目眩心骇不能止，峰峦面面非耶是?
一湾流水清且涟，小舟直抵山之趾。
林泉秀色别有天，石磴盘纡难正履。
贾勇同跻最高处，中通天门现天柱。
云梯千尺当空悬，直上回头不敢顾。
汉唐以来多题名，藓碣苔碑难悉数。
乃知万罗名不虚，毋乃女娲当年炼石补?
九峰岩、齐山寺，与此鼎峙称灵异。
倦游不忍赋归来，地胜他时拟再至。

摩崖字迹工整，至今清晰可辨。

## 外部资料链接
1. 1 2  池州市贵池区地方志编纂委员会. . 合肥: 黄山书社. 2009: 298. ISBN 978-7-5461-0502-4 （中文（中国大陆））.